# Acalefe
Acalefele, meduzele sau scifozoarele (din greacă: ακαλεφε, „urzică”) sunt o clasă de celenterate care cuprind polipii în formă de cupă care au numeroase tentacule în jurul gurii, cât și meduzele fără văl, care trăiesc în toate mările. ~95% din corpul unei meduze este alcătuit din apă.

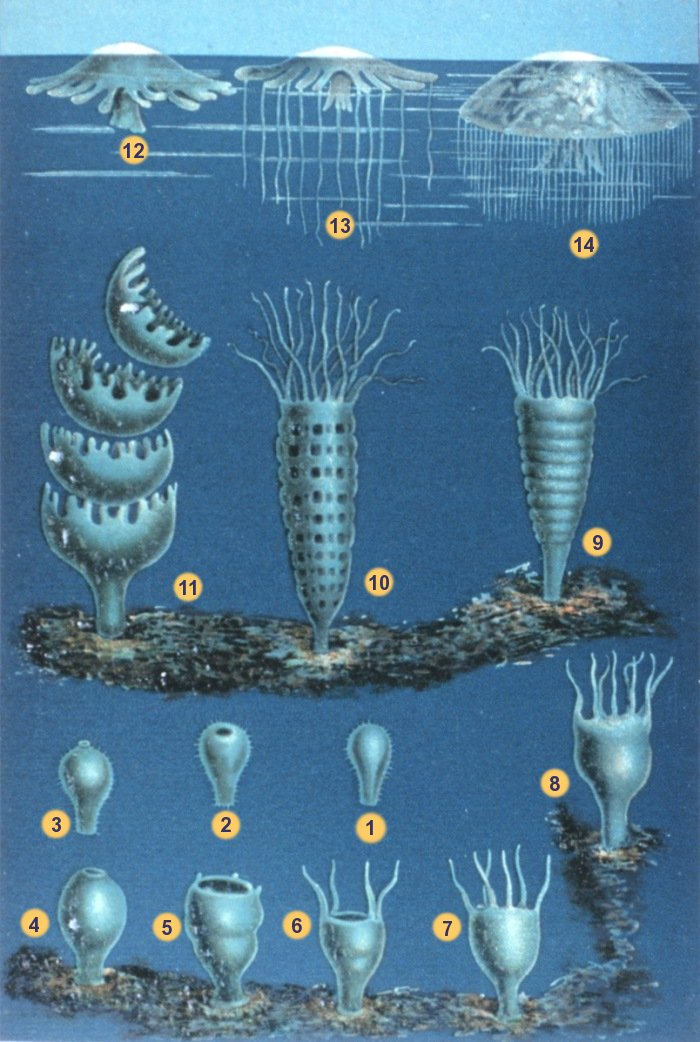
Stadiile de dezvoltare ale meduzei

Datorită faptului că în majoritatea cazurilor sunt urzicătoare, au fost numite de unele popoare „meduzele de foc”.
În anumite regiuni ale Asiei (ex. în R. P. Chineză), unele specii de meduze sunt folosite în alimentație.
Dintre acalefe, în Marea Neagră trăiește Aurelia aurita.
Acalefele sunt cele mai mari planctonuri.
Meduzele nu au creier, inimă și urechi si dinti.
Există mai multe specii de meduze, printre care meduza albastră, meduza de apă rece, meduza busolă sau meduza rizostom.

## Taxe
| Taxonomia acalefelor (încrengătura Cnidaria: subîncrengătura Medusozoa) | Taxonomia acalefelor (încrengătura Cnidaria: subîncrengătura Medusozoa) | Taxonomia acalefelor (încrengătura Cnidaria: subîncrengătura Medusozoa) | Taxonomia acalefelor (încrengătura Cnidaria: subîncrengătura Medusozoa) | Taxonomia acalefelor (încrengătura Cnidaria: subîncrengătura Medusozoa)                                                                            |
| Clasă                                                                   | Subclasă                                                                | Ordin                                                                   | Subordin                                                                | Familii |
| ----------------------------------------------------------------------- | ----------------------------------------------------------------------- | ----------------------------------------------------------------------- | ----------------------------------------------------------------------- | --- |
| Hydrozoa                                                                | Hydroidolina                                                            | Anthomedusae                                                            | Filifera                                                                | see |
| Hydrozoa                                                                | Hydroidolina                                                            | Anthomedusae                                                            | Capitata                                                                | see |
| Hydrozoa                                                                | Hydroidolina                                                            | Leptomedusae                                                            | Conica                                                                  | see |
| Hydrozoa                                                                | Hydroidolina                                                            | Leptomedusae                                                            | Proboscoida                                                             | see |
| Hydrozoa                                                                | Hydroidolina                                                            | Siphonophorae                                                           | Physonectae                                                             | Agalmatidae, Apolemiidae, Erennidae, Forskaliidae, Physophoridae, Pyrostephidae, Rhodaliidae                                                       |
| Hydrozoa                                                                | Hydroidolina                                                            | Siphonophorae                                                           | Calycophorae                                                            | Abylidae, Clausophyidae, Diphyidae, Hippopodiidae, Prayidae, Sphaeronectidae                                                                       |
| Hydrozoa                                                                | Hydroidolina                                                            | Siphonophorae                                                           | Cystonectae                                                             | Physaliidae, Rhizophysidae |
| Hydrozoa                                                                | Trachylina                                                              | Limnomedusae                                                            | Limnomedusae                                                            | Olindiidae, Monobrachiidae, Microhydrulidae, Armorhydridae                                                                                         |
| Hydrozoa                                                                | Trachylina                                                              | Trachymedusae                                                           | Trachymedusae                                                           | Geryoniidae, Halicreatidae, Petasidae, Ptychogastriidae, Rhopalonematidae                                                                          |
| Hydrozoa                                                                | Trachylina                                                              | Narcomedusae                                                            | Narcomedusae                                                            | Cuninidae, Solmarisidae, Aeginidae, Tetraplatiidae                                                                                                 |
| Hydrozoa                                                                | Trachylina                                                              | Actinulidae                                                             | Actinulidae                                                             | Halammohydridae, Otohydridae |
| Staurozoa                                                               | Staurozoa                                                               | Eleutherocarpida                                                        | Eleutherocarpida                                                        | Lucernariidae, Kishinouyeidae, Lipkeidae, Kyopodiidae                                                                                              |
| Staurozoa                                                               | Staurozoa                                                               | Cleistocarpida                                                          | Cleistocarpida                                                          | Depastridae, Thaumatoscyphidae, Craterolophidae |
| Cubozoa                                                                 | Cubozoa                                                                 | Cubozoa                                                                 | Cubozoa                                                                 | Carybdeidae, Alatinidae, Tamoyidae, Chirodropidae, Chiropsalmidae                                                                                  |
| Scyphozoa                                                               | Scyphozoa                                                               | Coronatae                                                               | Coronatae                                                               | Atollidae, Atorellidae, Linuchidae, Nausithoidae, Paraphyllinidae, Periphyllidae                                                                   |
| Scyphozoa                                                               | Scyphozoa                                                               | Semaeostomeae                                                           | Semaeostomeae                                                           | Cyaneidae, Drymonematidae, Pelagiidae, Phacellophoridae, Ulmaridae                                                                                 |
| Scyphozoa                                                               | Scyphozoa                                                               | Rhizostomeae                                                            | Rhizostomeae                                                            | Cassiopeidae, Catostylidae, Cepheidae, Lobonematidae, Lychnorhizidae, Mastigiidae, Rhizostomatidae, Stomolophidae, Thysanostomatidae, Versurigidae |